# Palacete Santa Helena
El Palacete Santa Helena era un edificio comercial en la Praça da Sé, en el centro de São Paulo. Inaugurado en 1925, fue un hito en la verticalización urbana y la arquitectura por el lujo y la modernidad de sus instalaciones. Fue demolido en 1971.

## Historia
El edificio fue construido a principios de la década de 1920 y perteneció a Manuel Joaquim de Albuquerque Lins, exgobernador del estado de São Paulo, de Alagoas. El edificio fue encargado a la familia Asson. La obra fue inicialmente dirigida por Manuel Asson, quien falleció en el primer año de construcción del edificio. Le tocó entonces a sus hijos Adolfo Asson y Luís Asson terminar la obra. Adolfo también murió cuando la construcción del edificio aún estaba en curso y las obras estaban terminadas por su hermano Luís Asson.
Inaugurado el 12 de noviembre de 1925, el edificio fue diseñado por los arquitectos Giacomo Corberi y Giuseppe Sacchetti. De arquitectura ecléctica con influencia del art déco, su fachada estaba ornamentada con figuras de ángeles talladas en cemento y su interior tenía mármol y decoración de estilo barroco. En la inauguración, la comedia Ideal Prohibido fue presentada por la Companhia de Comédias Jaime Costa.
El nombre del edificio fue un homenaje a la esposa del propietario Manuel Lins, llamada Helena de Sousa Queiróz. El "Santa" se agregó debido a la proximidad del edificio a la Catedral metropolitana de São Paulo. El proyecto original preveía un hotel, que luego fue transformado para uso de oficinas y cine-teatro, constituyendo el primer edificio multifuncional de la ciudad de São Paulo. Las tiendas ubicadas en el sótano tenían sus propias instalaciones sanitarias, ventiladas a través de pozos de ventilación. Los ascensores del edificio fueron fabricados por la empresa Graham, publicitada en ese momento por tener la tecnología más avanzada. Su estructura se dividió en cinco bloques y siete plantas, comprendiendo dos entreplantas, cuatro locales y 276 oficinas.
En el edificio también funcionó el Theatro Santa Helena, que ocupa los tres primeros pisos del bloque central y tiene capacidad para albergar a 1500 personas distribuidas en auditorio, tribuna, 36 frisos y 42 camarotes. En su techo había una pintura del artista italiano Adolfo Fonzari, que se conoció como "La historia y la fama del carro de Apolo". La obra representaba la Historia y la Fama en el cielo en el carro de Apolo, tirado por caballos, con musas y otras figuras simbólicas, cupidos y Gloria con corona de laurel.
Todavía existía en el edificio un salón en el sótano (debajo del público del teatro) llamado Salón Egipcio, destinado a fiestas, banquetes y otros eventos sociales. Posteriormente, la sala se transformó en una sala de cine, Cinemundi.
El edificio fue construido para servir a la élite de São Paulo, pero los cambios urbanísticos en el centro de la ciudad llevaron al edificio a recibir una audiencia de los más diversos estratos sociales. La Praça da Sé terminó siendo utilizada como terminal de autobuses y más tarde la Praça Clóvis Bevilácqua se transformó en la principal terminal de transporte público de la ciudad que servía a todo el lado este. La élite comenzó a migrar cada vez más hacia el lado oeste del centro, como la región de Praça do Patriarca, Rua Líbero Badaró y Barão de Itapetininga. Era el llamado nuevo centro de São Paulo.
El edificio comenzó entonces a atraer a profesionales de bajos ingresos y organizaciones sindicales y de izquierda. Con el tiempo, Palacete Santa Helena se convirtió también en un centro de artistas y movimientos obreros. A mediados de 1934, la habitación 231 se convirtió en estudio para uso del pintor Francisco Rebolo, quien inició sus actividades en 1935. En el mismo año, Mario Zanini compartió la habitación con el artista y luego alquiló la habitación 233, formando la célula inicial de uno de los movimientos más significativos en la historia de las artes visuales en São Paulo: el Grupo Santa Helena.
Después de unos años, la mayoría de los artistas abandonaron el edificio, al igual que los sindicatos, que ganaron una sede más grande. Ya no rentable, sus herederos vendieron el edificio al Instituto de Aposentadorias e Pensões dos Industriários en 1944. El edificio entró en decadencia, hasta que en 1971 fue adquirido por la Compañía Metropolitana de Sao Paulo. El Palacete Santa Helena fue demolido el 23 de octubre de 1971 junto con los demás edificios de la misma manzana para la construcción de la Estación Sé.

## Galería

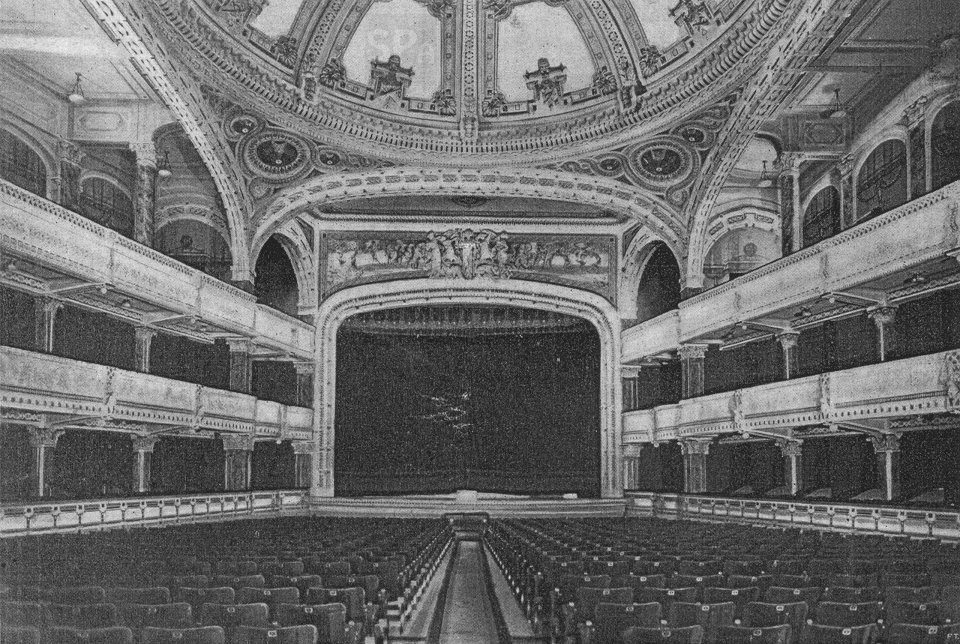
Escenario del teatro
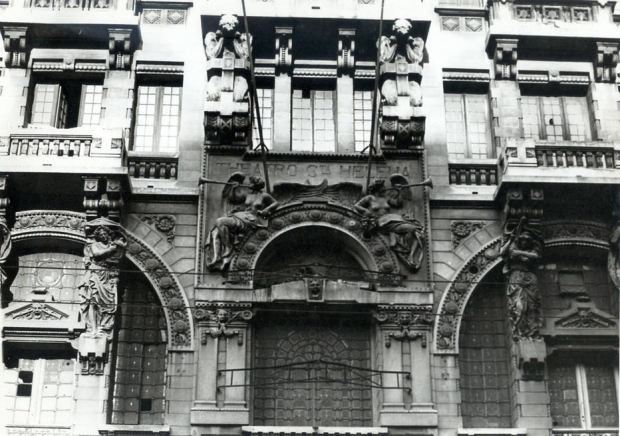
Detalle de la fachada